# War Is the H-Word
«War Is the H-Word» (укр. «Війна це слово на букву «х») — сімнадцята серія другого сезону анімаційного серіалу «Футурама», що вийшла в ефір у Північній Америці 26 листопада 2000 року.

Автор сценарію: Ерік Горстед.

Режисер: Рон Хаґарт.

## Сюжет
Фрай і Бендер вирішують вступити до лав Армії Землі, щоби скористатися 5-відсотковою знижкою для військових і купити жувальної гумки (маючи на меті одразу ж після цього звільнитися в запас). Втім, буквально за мить після їхнього вступу Земля оголошує війну планеті Сферон I. Як пояснює командувач Запп Бренніґан, ця планета позбавлена будь-яких форм життя і корисних копалин — отже не має жодної стратегічної цінності.
Побоюючись за безпеку своїх друзів Ліла також намагається приєднатися до війська, але не може, оскільки закони ХХХІ століття дозволють служити лише чоловікам (ситуація, що нагадує сюжет давньокитайської легенди про Мулан). Ліла пробирається на борт «Німбуса», замаскувавшись під чоловіка на ім’я Лі Лимон. Запп Бренніґан починає відчувати дивний потяг до нового рекрута.
Військо десантується на Сферон I, де стикається з ворогом — расою розумних істот кулястої форми («м’ячів»). Починається бій. Коли заряд лазерних рушниць вичерпується в усіх, крім Фрая, товариші просять його прикрити їх, давши їм час на перезарядження. Натомість Фрай видлубує діру в ґрунті й ховається в ній, тим часом як «м’ячі» атакують його загін і завдають серйозних втрат. Бендер накриває своїм тілом підкинуту бомбу і рятує решту загону, сильно постраждавши. По закінченні бою Бренніґан карає Фрая, призначивши його на найнижчу з можливих посад — помічника Кіфа. Героїчного Бендера відправляють до польового шпиталю.
Тим часом президент Землі — голова Річарда Ніксона — вирішує розпочати мирні переговори з лідерами Сферона I, відправивши з цією місією Бендера і голову Генрі Кіссінджера. Лілі вдається підслухати справжній план Ніксона і Бренніґана: під час лікування Бендера в його корпус було вмонтовано бомбу, яка має вибухнути, щойно робот вимовить «дупа» (це слово було обрано як найчастіше вживане ним). Сила вибуху має знищити всю планету.
Ліла і Фрай викрадають гелікоптер і летять до місця проведення переговорів. Під час викрадення Ліла відкриває своє справжнє обличчя, викликаючи цим великий подив Фрая і велике полегшення Бренніґана (в якого почали з’являтися побоювання щодо своєї сексуальної орієнтації). Фраю вдається зупинити Бендера, перш ніж той випадково активує вибуховий пристрій. Проте Бендер усвідомлює, що тепер має владу примусити «м’ячі» робити все, що йому заманеться. «М’ячі» пояснюють йому, що Сферон I є їхньою рідною планетою, і що земляни брутально вторглися на їхню батьківщину. Проте Бендер наказує їм «забиратися геть з його планети». «М’ячі» злітають у небо і зникають.
Після повернення на Землю професор Фарнсворт і  доктор Зойдберґ намагаються вилучити бомбу з бендерового тіла, але марне. Натомість вони перепрограмовують механізм активації, замінивши слово-пароль на таке, яке Бендер ніколи не вживає. Не зважаючи на благання Бендера, команда відмовляється назвати це слово йому. Він починає називати різні слова, намагаючись відгадати і зрештою (вже під час фінальних титрів, за кадром) угадує: це слово «antiquing» (в українській версії «доброта»), Лунає потужний вибух і крик Бендера «Я живий!»

## Визнання
Сайт «IGN.com» присудив цій серії сьоме місце у списку 25-ти найкращих серій «Футурами», зокрема відзначивши вдалі пародії на військові фільми  [Архівовано 6 липня 2007 у Wayback Machine.].

## Пародії, алюзії, цікаві факти
- Назва серії є алюзією на широко відоме (хоча й часто невірно цитоване) висловлювання генерала Вільяма Шермана: «Війна це пекло» (англ. War is hell), а також на цензурування слова «hell» на американському телебаченні .
- Сцена, в якій солдати тренуються зі світловим мечем пародіює сцену тренування Люка Скайвокера магістром Обі-Ван Кенобі у «Зоряних війнах».
- У шпиталі Бендера лікує робот-хірург на ім’я «iHawk», який являє собою пародію на капітана Бенджаміна «Яструбине Око» (англ. Hawkeye) Пірса з серіалу «M*A*S*H». Ім’я «iHawk» є алюзією на ряд продуктів компанії Apple Computer, які мають у назві префікс «i». Робот постійно перемикається між двома режимами: «саркастичний» та «пацифіст», що відбиває двоїстість характеру Яструбиного Ока.
- Також уся сцена госпіталізації Бендера містить чимало алюзій та жартів у стилі «M*A*S*H».
  - Музичне оформлення епізоду нагадує пісню-лейтмотив серіалу «Suicide Is Painless».
  - Сцена між роботом iHawk і доктором Зойдберґом відтворює типові діалоги між капітаном Пірсом і майором Френком Бернсом. Безіменна медсестра-інопланетянка пародіює майора Маргарет Халіген.
  - Актор Тодд Сасмен робить оголошення по радіо, так само як він робив це у «M*A*S*H».
  - Напис на великому наметі інопланетною абеткою передає літери «M*E*A*T» (укр. м'ясо) замість «M*A*S*H» (що підтверджується у звуковому коментарі на DVD).
- Ніксон віддає наказ щодо Бендера: «підправте його, як Кеннеді підправив результати виборів 1960 року», натякаючи на тогочасні звинувачення президента у фальсифікаціях і втручанні мафії у виборчий процес.
- Список найчастіше вживаних слів Бендера презентується у стилі телевізійних хіт-парадів.

## Особливості українського перекладу
- Назви марок жувальної гумки у крамниці: «Павучки» (англ. Spider Yum, натяк на поширену чутку про те, що до деяких сортів гумки додають яйця павуків), «Черв’ячки»,  «Діоксин» (англ. Liquid Nitrogum), «Свиноням» (англ. Big Pink), щодо останньої Бендер зауважує: «від неї зуби стають рожевими» — пародія на «гумки з відбілюючим ефектом».
- У ду́ші Фрай співає: «Я не здамся без бою» (пісня гурту Океан Ельзи).